# لال بهادور شاستري
لال بهادور شاستري (1904 - 1966 م) هو ثاني رئيس وزراء لجمهورية الهند. شارك منذ نعومة أظفاره في الحركة الوطنية الهندية. خلف جواهر لال نهرو في رئاسة الوزراء. توفي بنوبة قلبية أصابته بعد أن وقّع ميثاق عدم اعتداء مع باكستان، في الاتحاد السوفياتي ، فخلفته في رئاسة الوزارة أنديرا غاندي.

## روابط خارجية
- لال بهادور شاستري على موقع IMDb (الإنجليزية)
- لال بهادور شاستري على موقع الموسوعة البريطانية (الإنجليزية)
- لال بهادور شاستري على موقع مونزينجر (الألمانية)